# تپه یللی قیه
تپه یللی قیه مربوط به هزاره اول قبل از میلاد است و در شهرستان مشگین‌شهر، روستای کنگرلو واقع شده و این اثر در تاریخ ۷ مهر ۱۳۸۱ با شمارهٔ ثبت ۶۲۴۳ به‌عنوان یکی از آثار ملی ایران به ثبت رسیده است.